# Cymbopetalum torulosum
Cymbopetalum torulosum G.E.Schatz – gatunek rośliny z rodziny flaszowcowatych (Annonaceae Juss.). Występuje naturalnie w Hondurasie, Nikaragui, Kostaryce oraz Panamie. 

## Morfologia
PokrójZimozielone drzewo dorastające do 5 m wysokości. Gałęzie są owłosione.
LiścieMają kształt od odwrotnie owalnego do podłużnie eliptycznego. Mierzą 15–22 cm długości oraz 5–9 cm szerokości. Nasada liścia jest klinowa lub prawie zaokrąglona. Wierzchołek jest ogoniasty lub spiczasty.
KwiatySą pojedyncze.. Rozwijają się w kątach pędów. Działki kielicha są omszone i dorastają do 4–6 mm długości. Płatki zewnętrzne są nagie osiągają do 19 mm długości, natomiast wewnętrzne mają owalny kształt i mierzą 23–26 mm długości. Kwiaty mają około 8–25 słupków.
OwocePojedyncze. Osiągają 7,5–8 cm długości i 1 cm szerokości.

## Biologia i ekologia
Rośnie w wiecznie zielonych lasach. Występuje na terenach nizinnych. Owoce pojawiają się w lipcu.